# Nicky Cruz
Nicky Cruz, född 6 december 1938 i San Juan i Puerto Rico, var ledare för det fruktade New York-gänget The Mau-Maus innan han blev kristen och en ryktbar religiös ledare. Han har bland annat skrivit boken Spring för livet, Nicky, som handlar om hans liv som gängledare. Cruz är också en av huvudpersonerna i David Wilkersons dokumentära bok Korset och stiletten samt filmen baserad på boken.